# Liste der namibischen Orden und Ehrenzeichen
Grundlage der staatlichen Orden und Ehrenzeichen Namibias ist der Conferment of National Honours Act aus dem Jahr 2012, der im namibischen Amtsblatt 336 aus dem Jahr 2013 genauer geregelt ist. Die staatlichen Auszeichnungen werden vom namibischen Staatspräsidenten verliehen. Die Voraussetzungen für die Verleihung von Medaillen außer den allgemeinen staatlichen Auszeichnungen werden vom zuständigen Ministerium bzw. Kommandeur festgelegt.

## Allgemeine staatliche Auszeichnungen

### Heldenstatus
Die wichtigste staatliche Auszeichnung  Namibias ist die Erhebung einer lebenden oder verstorbenen namibischen Person in den Heldenstatus.

### Orden

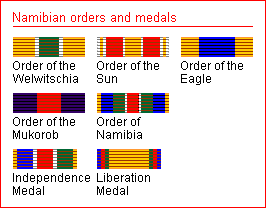
Namibische Orden und Medaillen

Die nachstehenden Orden werden vom Präsidenten Namibias vergeben:
1. Order of the Most Ancient Welwitschia Mirabilis (deutsch etwa Orden der Höchst Alten Welwitschia Mirabilis) – seit 1995 vergeben; nur für alle namibischen Präsidenten und herausragende ausländische Staatsoberhäupter
2. Most Brilliant Order of the Sun (deutsch etwa Höchst Brillanter Orden der Sonne) – seit 1995 vergeben; nur für verdienstvolle Personen
3. Order of the Mukorob (Orden des Mukurob) – seit 1995 vergeben; nur für verdienstvolle Militärpersonen
4. Most Distinguished Order of Namibia (deutsch etwa Höchst Ausgezeichneter Orden von Namibia) – seit 1995 vergeben; nur für verdienstvolle Personen
5. Most Excellent Order of the Eagle (deutsch etwa Höchst Exzellenter Orden des Adlers) – seit 1995 vergeben; nur für verdienstvolle diplomatische Personen

### Medaillen
1. Independence Medal (Unabhängigkeits-Medaille) – seit 1995 vergeben; für Leistungen in Verbindung mit der Unabhängigkeit Namibias 1990
2. Liberation Medal (Befreiungsmedaille) – seit 1995 vergeben; für Leistungen in Zusammenhang mit der Unabhängigkeit Namibias von Südafrika
3. Foreign Service Medal (Medaille für Verdienste im Ausland)

## Auszeichnungen bestimmter Organisationen

### Streitkräfte

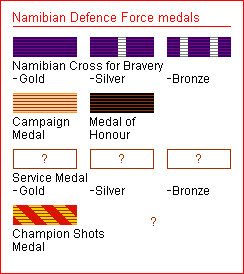
Ehrenzeichen der Armee

Angehörige der Namibian Defence Force können folgende Auszeichnungen erhalten:
- Order of the Most Ancient Welwitschia Mirabilis (siehe oben)
  - Grand Master
  - Grand Commander
- Most Brilliant Order of the Sun (siehe oben)
  - Grand Master
  - Grand Officer
  - Commander
- Most Distinguished Order of Namibia (siehe oben)
  - Grand Commander
  - Grand Officer
  - Officer
  - Merit
- Most Excellent Order of the Eagle (siehe oben)
  - Grand Commander
  - Grand Officer
- Order of Bravery (Orden der Tapferkeit)
  - Gold
  - Silber
  - Bronze

- Campaign Medal  (Einsatzmedaille) – für Einsätze in Osttimor und Sierra Leone
- Medal of Honour  (Ehrenmedaille) – für Angehörige von gefallenen Soldaten
- Service Medal (Dienstmedaille)
  - Gold – nach 30 Dienstjahren
  - Silber – nach 20 Dienstjahren
  - Bronze – nach 10 Dienstjahren
- Namibian Champion Shot Medal (Namibische Meister-Schützen-Medaille) – für den besten Schützen des Jahres

### Polizei
Die Namibian Police Force vergibt folgende Auszeichnungen:
- Namibian Police Cross of Honour (Ehrenkreuz der namibischen Polizei)
- Namibian Police Cross of Bravery (Tapferkeitskreuz der namibischen Polizei)
- Decoration for Outstanding and Meritorious Service of the Highest Order (Auszeichnung für herausragende und verdienstvolle Dienste auf höchstem Niveau)
- Decoration for Outstanding and Meritorious Service and Utmost Devotion to Duty (Auszeichnung für herausragenden und verdienstvollen Dienst und höchste Pflichterfüllung)
- Commendation Medals (Belobigungsmedaillen)
- Campaign Medal (Einsatzmedaille)
- Medal of Honour (Ehrenmedaille)
- Wound Medal (Verwundeten-Medaille)
- Namibian Police Force Service Medal (Dienstmedaille der namibischen Polizei)
  - Gold
  - Silber
  - Bronze
- Reservist Medal (Reservisten-Medaille)
- Honourable Discharge Medal (Medaille für ehrenvolle Entlassung)
- President’s Shootist Medal (Schützenmedaille des Präsidenten)

### Justizvollzugsdienst
Der Namibian Correctional Service vergibt folgende Auszeichnungen:
- Commissioner-General’s Decoration for Bravery (CDB) (Auszeichnung des Generalkommissars für Tapferkeit)
- Decoration for Professional Excellence (DPE) (Auszeichnung für professionelle Exzellenz)
- Outstanding Achievement Decoration (OAD) (Auszeichnung für herausragende Leistungen)
- Correctional Service Merit Decoration (CSM) (Verdienstauszeichnung für den Justizvollzugsdienst)
- Correctional Service Commendation Medal (Belobigungsmedaille für den Justizvollzugsdienst)
- Foreign Service Medal (Medaille für Verdienste im Ausland)
- Honours Memorial Medal (Ehren-Gedenkmedaille)
- Namibian Correctional Service Long Service Medal (Medaille für langjährige Dienstzeit des namibischen Justizvollzugsdienstes)
  - Gold
  - Silber
  - Bronze

### Geheimdienst
Der Namibia Central Intelligence Service vergibt folgende Auszeichnungen:
- Order of the Most Ancient Welwitschia Mirabilis (siehe oben)
- Most Distinguished Order of Namibia (siehe oben)
- Order of the Eagle Vigilance (Adler-Orden für Aufmerksamkeit)
  - 1. Klasse
  - 2. Klasse
- Order of the Oryx (Oryx-Orden)
- Order of Valour (Orden der Tapferkeit)
- Meritorious Medal (Verdienstmedaille)
  - Gold
  - Silber
  - Bronze

### Politische Parteien
- Ongulumbashe-Medaille – höchste Auszeichnung der SWAPO